# كلاوديمير فيريرا دا سيلفا
كلاوديمير فيريرا دا سيلفا (بالبرتغالية: Claudemir Rodrigues Ferreira da Silva‏) هو لاعب كرة قدم برازيلي في مركزي ظهير ‏ والدفاع، ولد في 17 أغسطس 1984 في ريو دي جانيرو في البرازيل. لعب مع بيتار القدس ونادي أمريكا ونادي بارانا ونادي فاسكو دا غاما وناسيونال ماديرا.

## وصلات خارجية
- كلاوديمير فيريرا دا سيلفا على موقع قاعدة بيانات كرة القدم.إي يو (الإنجليزية)
- كلاوديمير فيريرا دا سيلفا على موقع Soccerway.com (الإنجليزية)
- كلاوديمير فيريرا دا سيلفا على موقع AS.com (الإسبانية)